# Rozstání (ort i Tjeckien, Olomouc)
Rozstání är en ort i Tjeckien.   Den ligger i regionen Olomouc, i den östra delen av landet, 190 km öster om huvudstaden Prag. Rozstání ligger 553 meter över havet och antalet invånare är 675.
Terrängen runt Rozstání är platt västerut, men österut är den kuperad. Runt Rozstání är det ganska tätbefolkat, med 62 invånare per kvadratkilometer. Närmaste större samhälle är Vyškov, 17,6 km sydost om Rozstání. Trakten runt Rozstání består till största delen av jordbruksmark.